# 技術決定論
技術決定論（ぎじゅつけっていろん、英: Technological determinism）は、ある社会における科学技術がその社会の社会構造や文化的価値観を決めるという還元主義的な理論のこと。

## 概要
この語はアメリカ人社会学者で経済学者のソースティン・ヴェブレンが提唱したものであると考えられている。彼はまた「機械は擬人化された思考の習慣を捨てるものである」と主張した。技術的決定論は、歴史と社会の変化の主要な原動力が技術開発やメディア、または技術そのものであると主張する考え方のことである。この理論では技術を独立した存在としてとらえ、まるで技術が自律したものであるかのように扱っている。
この理論は科学技術が幅広く利用されるようになった結果、グローバリゼーションの加速が不可避のものになったと主張する「ハイパー・グローバリスト」もこの理論を主張しており、技術開発と技術革新は社会変化、経済の変化、政治の変化の主要な原動力になったとしている。
はじめに社会経済開発における技術決定論の視点を作り出したのはカール・マルクスであった。彼は科学技術、とりわけ生産技術が人間の社会関係と組織構造に影響を及ぼし、最終的には社会的関係と文化的慣習は特定の社会の技術的かつ経済的な基盤を中心に展開すると主張した。急速に変化する科学技術が人類の生活を変化させているという点では彼の考えは現代社会に根付いている。カール・マルクスがインドでの鉄道敷設によってカースト制度が解消されると期待していたということにも、技術決定論の考え方が垣間見える。多くの著者が人類の歴史における技術決定論の視点をマルクスの洞察によるとしているが、すべてのマルクス主義者が技術決定論者ではなく、むしろマルクス自身もどの程度技術決定論者であったかについて疑問を呈する著者もいる。また、技術決定論には複数の形態がある。
クラレンス・エドウィン・アイレスもヴェブレンの提唱した理論を支持しており、科学技術を自己生成のプロセスととらえ、その機構を儀式的なものと説明する「技術の引きずり」という概念を提唱した。